# USS Tarawa (CV-40)
La USS Tarawa (codici e numeri d'identificazione CV/CVA/CVS-40, AVT-12) è stata una delle 24 portaerei della classe Essex in servizio per la United States Navy. Fu la prima nave della US Navy a portare questo nome, in onore della battaglia di Tarawa del 1943.

## Servizio
La USS Tarawa fu completata nel dicembre 1945, troppo tardi per prendere parte attiva alla seconda guerra mondiale. Dopo aver prestato servizio per un breve periodo di tempo in Estremo Oriente, fu disarmata nel 1949. Ritornò in servizio dopo l'inizio della guerra di Corea, venendo impiegata nell'oceano Atlantico in sostituzione di unità impegnate nel conflitto.
Nel 1960 fu nuovamente posta in disarmo, venendo successivamente venduta per la demolizione nel 1968.